# Jesenovo
Jesenovo je naselje v Občini Zagorje ob Savi.